# 克利夫頓加登斯 (紐約州)
克利夫頓加登斯（英語：Clifton Gardens）是位於美國紐約州薩拉托加縣的普查規定居民點。

## 人口
根據2020年美國人口普查的數據，克利夫頓加登斯的面積為2.88平方千米，當中陸地面積為2.85平方千米，而水域面積為0.02平方千米。當地共有人口2729人，而人口密度為每平方千米947.57人。